# Дом 34 на Нальчикской улице

Исторический вид памятника

«Дом 34 на Нальчикской улице», иное наименование — «Дом, в котором проводились собрания Владикавказского подпольного комитета РКП(б)» — памятник истории во Владикавказе, Северная Осетия. Объект культурного наследия России регионального значения. Памятник, связанный с деятельностью РКП(б) и борьбой за советскую власть в Северной Осетии в годы Гражданской войны. Находится на углу Нальчикской улицы, 34 и улицы Калоева.
Кирпичный дом построен до 1917 года. Название улицы и номер дома не изменялись до нашего времени. После того как в феврале 1919 года Владикавказ заняли военные подразделения Деникина в марте этого же года в городе был создан подпольный комитет РКП(б), который подчинялся Северо-Кавказскому подпольному комитету РКП(б) в Екатеринодаре. Подпольный комитет во Владикавказе возглавлял Н. Пшеничный. Собрания комитета проходили на квартире, которую снимал Х. И. Гребенник в доме № 34 на Нальчикской улице.
Здание внесено в реестр охраняемых памятников истории 27 января 1982 года Главным управлением охраны, реставрации и использования памятников истории и культуры Министерства истории и культуры СССР.
Описание
Одноэтажный дом покрыт черепицей. Первоначально вход в дом располагался на углу здания, о чём свидетельствуют отсутствие цоколя на угловом срезе дома и дверной наличник, сохранившиеся до нашего времени. Бывший вход заложен и заштукатурен. В настоящее время вход со ступеньками находится со стороны улицы Калоева. Оба фасада завершает карниз с зубчиками. Над прямоугольными окнами со ставнями находятся плоские сандрики, под окнами расположены полочки.